# Anton Johann Krocker
Anton Johann Krocker, auch Antonius Johannes Krocker (* 1744 in Schönau bei Oberglogau, Königreich Preußen; † 1823 in Breslau), war ein deutscher Arzt und Botaniker, der in Breslau wirkte.

## Leben und Werk
Anton Johann Krocker wurde in die Familie eines Freigutbesitzers hinein geboren.  Sein Vater ermöglichte ihm eine sehr gute Schulbildung. Zunächst besuchte er das Franziskaner-Gymnasium in Leobschütz. Anschließend ging er auf das Jesuiten-Gymnasium in Olmütz. 1763 schickte ihn der Vater nach Breslau, wo er bei praktizierenden Ärzten ein Privatstudium der Medizin absolvierte. 1766 ging Krocker nach Wien und setzte seine medizinischen Studien bei Gerard van Swieten und Anton de Haen fort.
1769 ließ Krocker sich als Arzt in Breslau nieder. Er war nicht nur an der Medizin interessiert, sondern unternahm ab 1751 die Veröffentlichung von Linnés Philosophia Botanica. Er wuchs zusehends in die Botanik hinein und fasste den Plan, eine „Flora Silesiaca“ zu schreiben. Er begann Pflanzensammlungen anzulegen, zögerte aber noch mit seinem eigentlichen Projekt, da Graf Matuschka ebenfalls an einer Flora Silesiaca arbeitete. Als dieser 1779 starb, forcierte Krocker sein eigenes Projekt. 1787 gab er den ersten Teil seiner Flora Silesiaca heraus. Bis 1823 folgten insgesamt fünf Bände der „Flora Silesiaca: renovata, emendata, continens plantas Silesiae indigenas, de novo descriptas, ultra nongentas, circa mille auctas, Breslau 1787 ff.“
Später wurde Krocker Mitglied der Naturforschenden Gesellschaften zu Halle und zu Bern. Im hohen Alter erblindete Krocke und starb schließlich 1823 in Breslau.
Anton Johann Krocker hatte für 116 Pflanzen (vorwiegend Samenpflanzen) einen botanischen Namen vergeben. Sein botanisches Autorenkürzel lautet „Krock.“.